# Индустријска зона Казиц (Каљари)
Индустријска зона Казиц је насеље у Италији у округу Каљари, региону Сардинија.
Према процени из 2011. у насељу је живело 80 становника. Насеље се налази на надморској висини од 18 м.